# Parque de Ferias de San Jacinto
El Parque de Ferias de San Jacinto es un parque urbano ubicado en la ciudad de Maracay, Venezuela. Se encuentra entre las avenidas Constitución y Bolívar, y muy cercano a la urbanización San Jacinto.
El parque está compuesto por un área verde de 10 ha ubicado al norte del parque Metropolitano. Esta área, destinada a las exposiciones y eventos de las Ferias de Maracay, sustituye la antigua área de Las Delicias desde la década de 1970. Ha sido dotada de un pabellón de exposiciones prefabricado con losas de cemento armado y fuente ornamental en su vía de acceso, así como de casetas permanentes para exposiciones individuales y para uso creativo. Igualmente cuenta con una cuadra ecuestre, una zona para aeromodelismo, un parque de atracciones mecánicas, así como servicios de comida rápida.
Dentro de sus límites funcionan el Centro Deportivo Integral Infantil Cristina Gómez, la manga de coleo de Maracay y el kartódromo Carmencita Hernández.

## Conciertos
Conciertos realizados:
| Fecha                    | Grupo/Artista        | Tour/Evento                                          |
| ------------------------ | -------------------- | ---------------------------------------------------- |
| 4 de febrero de 1984     | Arkangel             | —                                                    |
| 26 de diciembre de 1996  | Johnny Ferreira      | —                                                    |
| 26 de diciembre de 1996  | Zapato 3             | —                                                    |
| 26 de diciembre de 1996  | Agresión             | —                                                    |
| 26 de diciembre de 1996  | Caramelos de Cianuro | —                                                    |
| 30 de mayo de 2009       | Torre de marfil      | —                                                    |
| 30 de mayo de 2009       | Tren Loco            | —                                                    |
| 28 de junio de 2009      | Morbid Angel         | Central & South American Tour 2009                   |
| 13 de septiembre de 2009 | Angra                | Back to Life Tour                                    |
| 13 de octubre de 2009    | Exodus               | —                                                    |
| 13 de octubre de 2009    | Kreator              | Hordes Of Chaos                                      |
| 21 de agosto de 2010     | Gillman              | Gillmanfest Aragua 2010                              |
| 21 de agosto de 2010     | Lujuria              | Gillmanfest Aragua 2010                              |
| 19 de diciembre de 2010  | Gillman              | Gillmanfest Aragua 2010 II                           |
| 19 de diciembre de 2010  | Tim Owens            | Gillmanfest Aragua 2010 II                           |
| 19 de diciembre de 2010  | Beyond Fear          | Gillmanfest Aragua 2010 II                           |
| 26 de noviembre de 2011  | Gillman              | Gillmanfest Aragua 2011                              |
| 26 de noviembre de 2011  | Resistencia          | Gillmanfest Aragua 2011                              |
| 26 de noviembre de 2011  | Kraken               | Gillmanfest Aragua 2011                              |
| 26 de noviembre de 2011  | Uriah Heep           | Into the wild                                        |
| 24 de marzo de 2012      | Desorden Público     | Los Contrarios Venezuelan Tour 2012                  |
| 24 de marzo de 2012      | Zapato 3             | La última cruzada                                    |
| 16 de septiembre de 2012 | Sifting              | —                                                    |
| 16 de septiembre de 2012 | Trivium              | —                                                    |
| 17 de noviembre de 2012  | Barilari             | Gillmanfest Aragua 2012 "Rock por la integración II" |
| 17 de noviembre de 2012  | Gillman              | Gillmanfest Aragua 2012 "Rock por la integración II" |
| 17 de noviembre de 2012  | Sepultura            | Kairos Tour 2012                                     |
| 2 de diciembre de 2012   | Dulce María          | Extranjera On Tour                                   |
| 28 de abril de 2013      | Zapato 3             | —                                                    |
| 4 de mayo de 2013        | Caramelos de Cianuro | —                                                    |
| 6 de marzo de 2015       | Gillman              | —                                                    |
| 19 de marzo de 2015      | Gillman              | —                                                    |
| 2 de mayo de 2015        | Gillman              | —                                                    |
| 20 de junio de 2015      | A.N.I.M.A.L.         | Tour 2015                                            |
| 20 de junio de 2015      | Gillman              | —                                                    |
| 19 de noviembre de 2022  | Cradle of Filth      | Dark Horses and Forces                               |